# Little Tavern
Little Tavern Shops est une ancienne chaîne américaine de restaurants de hamburgers implantée à Baltimore, à Washington, dans le comté d'Arlington et les régions environnantes.

## Histoire
Le premier restaurant Little Tavern a ouvert le 24 mars 1927 à Louisville (Kentucky), fondé par Harry F. Duncan. Le premier restaurant de Washington a ouvert en octobre 1928 et le premier de Baltimore en juin 1930. En 1937, il y avait 33 restaurants en activité, et à sa plus belle heure, la chaîne en a compté près de 50. Duncan a vendu la chaîne en 1981. La chaîne a eu des problèmes dans les années 1990 et son dernier restaurant a fermé le 29 avril 2008,, bien que celui de Laurel ait rouvert cette année-là sous le nom de Laurel Tavern Donuts après avoir reçu la recette des hamburgers, qu'il servait encore en 2018. 
Le slogan original de la chaîne était « Buy 'em by the bag » (Achetez-les par sac), et ses enseignes promettaient « Boissons froides * Bon café ». Les magasins étaient assez petits et ne pouvaient accueillir que quelques clients assis, le plus gros de leur chiffre d'affaires étant formé de plats à emporter. 
De 1928 à 1931, les restaurants Little Tavern étaient des blocs carrés à l'allure de petits châteaux qui ressemblaient beaucoup aux restaurants White Castle et White Tower de la même époque. Le troisième restaurant de Baltimore a été le premier à adopter le style « cottage néo-Tudor », qui est devenu étroitement associé à la chaîne dans les années suivantes. 